# Marino Sato
Marino Sato (佐藤 万璃音, Satō Marino), né le 12 mai 1999 à Tokyo, est un pilote automobile japonais. Il n'a pas de lien de parenté avec l'ancien pilote de Formule 1 Takuma Satō.

## Biographie

### Débuts en monoplace en Formule 4
En 2018, Satō fait ses débuts en monoplace dans le championnat italien de Formule 4 avec la structure Vincenzo Sospiri Racing. Il acheve sa première saison avec un podium et une dixième place avec 58 points. La saison suivante, il remporte sa première victoire de la saison mais malheureusement il ne termine qu'a une lointaine dix-huitième place au championnat malgré 42 points marqués.

### Formule 3 Européenne et Euroformula Open

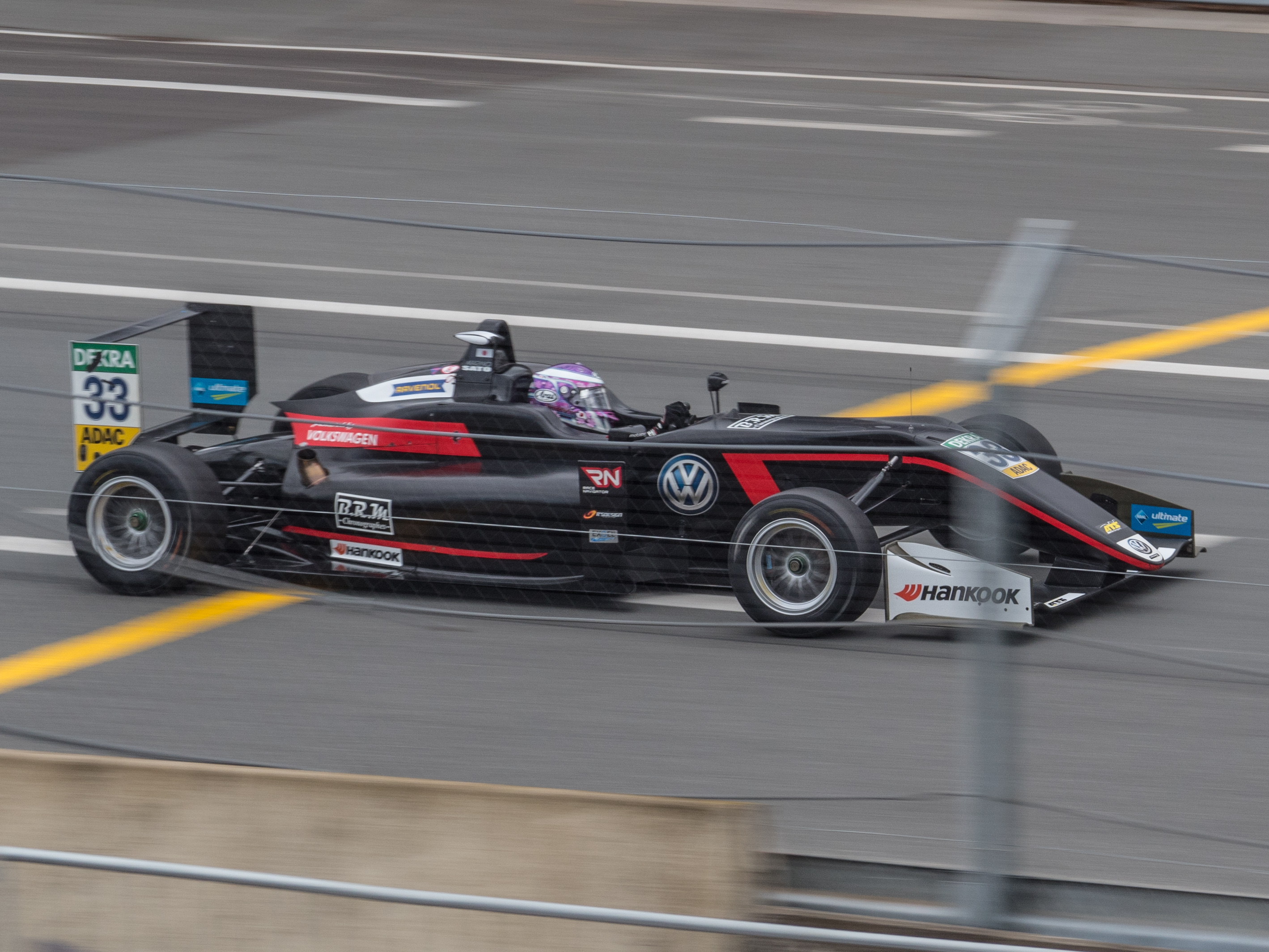
Marino Sato sur le Norisring en Formule 3 européenne en 2018.

En 2017, Satō accède tout de même au championnat d'Europe de Formule 3 avec l'écurie Motopark. Sa première saison est vraiment difficile; il n'inscrit qu'un point et ne termine qu'à la dix-neuvième place. La saison suivante, il se montre plus régulier inscrivant des points lors de la première moitié de saison avant de faire un deuxième moitié de saison vierge. Il se classe sixième avec 31,5 points.
En 2019, Satō part en Euroformula Open toujours avec son équipe Motopark. Il domine nettement la saison remportant neuf victoires et montant onze fois sur le podium. Il remporte le titre avec 307 points. Son équipe remporte quant à elle le titre écuries.

### Promotion en Formule 2

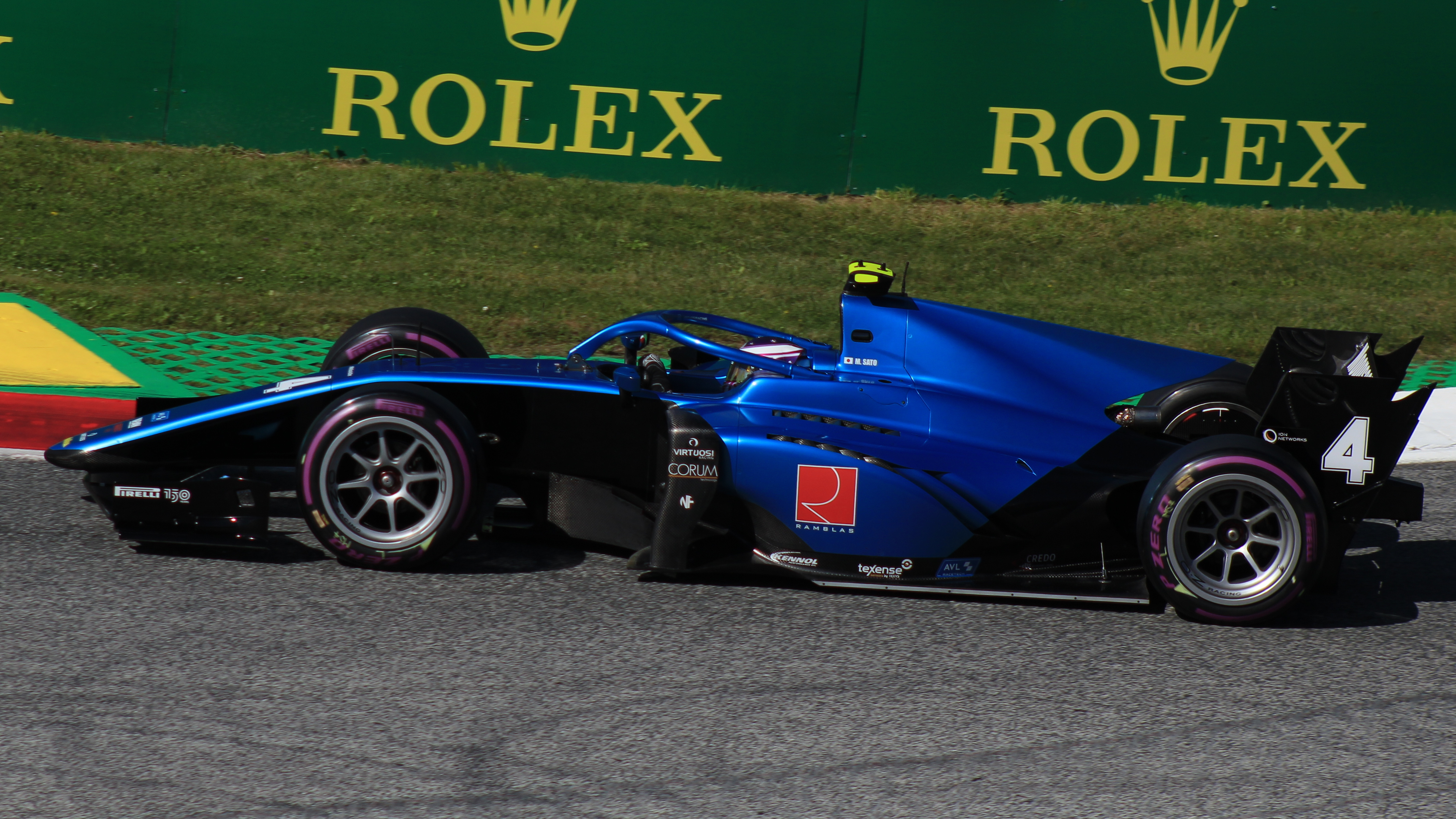
Marino Sato sur le Red Bull Ring en Formule 2 en 2022.

En 2019, fier de son titre en Euroformula Open, Satō signe avec Campos Racing en Formule 2 où il remplace Arjun Maini. Lors de sa première course à Spa-Francorchamps, il assiste au terrible accident entre Anthoine Hubert et Juan Manuel Correa (qui sera fatal au français) et arrête sa voiture juste à temps pour ne pas être entrainé avec eux. Il termine sa demi-saison sans aucun point et une vingt-et-unième place. 
En 2020, il signe avec Trident pour sa première saison complète. Il inscrit son premier point dans la discipline lors de la course sprint du Mugello. Il termine vingt-deuxième du championnat après une saison vraiment décevante dans la moins bonne équipe de la grille. En 2021, il rempile avec Trident pour une nouvelles saison. Cette saison est une copie conforme de la précédente. Il se classe vingt-et-unième du championnat avec un seul point.
Pour la saison 2022, il part chez Virtuosi Racing où il fait équipe avec Jack Doohan. Malgré ce transfert dans une meilleure équipe, il ne parvient pas à progresser mais réalise tout de même sa meilleure saison avec seulement 6 points et une vingt-deuxième place au championnat. Il quitte la Formule 2 à l'issue de la saison.

## Résultats en compétition automobile

### Résultats en monoplace
| Saison | Championnat                       | Écurie                  | Courses | Victoires | Pole positions | Meilleurs tours | Podiums | Points | Classement |
| ------ | --------------------------------- | ----------------------- | ------- | --------- | -------------- | --------------- | ------- | ------ | ---------- |
| 2015   | Championnat d'Italie de Formule 4 | Vincenzo Sospiri Racing | 21      | 0         | 0              | 1               | 1       | 62     | 10e        |
| 2016   | Championnat d'Italie de Formule 4 | Vincenzo Sospiri Racing | 21      | 1         | 0              | 0               | 1       | 42     | 18e        |
| 2017   | Championnat d'Europe de Formule 3 | Team Motopark           | 30      | 0         | 0              | 0               | 0       | 1      | 19e        |
| 2018   | Championnat d'Europe de Formule 3 | Team Motopark           | 30      | 0         | 0              | 0               | 0       | 31,5   | 16e        |
| 2019   | Euroformula Open                  | Team Motopark           | 16      | 9         | 6              | 5               | 11      | 309    | Champion   |
| 2019   | Formule 2                         | Campos Racing           | 6       | 0         | 0              | 0               | 0       | 0      | 21e        |
| 2020   | Formule 2                         | Trident Racing          | 24      | 0         | 0              | 0               | 0       | 1      | 22e        |
| 2021   | Formule 2                         | Trident Racing          | 23      | 0         | 0              | 0               | 0       | 1      | 21e        |
| 2022   | Formule 2                         | Virtuosi Racing         | 28      | 0         | 0              | 0               | 0       | 6      | 22e        |
| 2023   | European Le Mans Series           | United Autosports USA   | 6       | 3         | 1              | 0               | 3       | 100    | 2e         |